# Morris Warman
Morris Warman (Polonia, 25 dicembre 1918 – New York, 16 aprile 2010) è stato un fotografo statunitense, le sue fotografie sono spesso apparse sulle principali pagine del New York Herald Tribune, e i suoi ritratti di uomini di stato e di altre celebrità sono stati esposti in mostre come fotografie documentarie del nostro tempo..
La sua opera nel fotogiornalismo si distingue per l'uso di luce naturale in alternativa alla luce artificiale del flash creando così, per primo, dei ritratti artistici sui giornali.

## Biografia
Warman è nato in Polonia alla fine del 1918. Quando era ancora giovane la sua famiglia fu costretta ad emigrare in America a causa della persecuzione antisemita. Sbarcati a Manhattan, si sono stabiliti a Bayonne, New Jersey dove suo padre ha aperto uno studio fotografico nel quale poi ha lavorato per mezzo secolo.
Warman ha sviluppato la passione per la fotografia assistendo suo padre dopo la scuola ed era deciso a far in modo che la fotografia diventasse il lavoro della sua vita; aveva dieci anni quando la sua prima foto è stata pubblicata dal Bayonne Times. La sua famiglia viveva in città a New Jersey, e suo padre racconta come egli aveva preso la sua macchina fotografica e scattato una fotografia fantastica di una famiglia che durante la Grande depressione era stata costretta a lasciare la sua abitazione.
Dopo la laurea presso la Bayonne High School, Warman si è trasferito a New York City e ha lavorato come fotografo free-lance, fino all'arruolamento nell'esercito degli Stati Uniti nel 1942. Avendo notato il suo eccellente lavoro fotografico, l'esercito lo ha assegnato al Signal Corps perché scattasse foto per il giornale Fort Meade nel Maryland.

## Carriera
Al momento del congedo dal servizio militare, Warman è tornato a New York come fotografo free-lance; si è fatto notare per il suo lavoro dal New York Herald Tribune ed è stato assunto come fotografo dello staff. Ha lavorato per questo giornale per un quarto di secolo, mentre suo fratello Manny è stato direttore della fotografia per quasi quarant'anni alla Columbia University.
Negli anni quaranta del Novecento i fotografi dei giornali usavano grandi e ingombranti fotocamere Speed Graphic che richiedevano lampade flash per evitare sfocature causate dal movimento della fotocamera. Warman preferiva le tonalità delicate create dai tempi di esposizione alle dure tonalità derivanti dall'illuminazione del flash. Per utilizzare la luce ambientale, Warman ha sperimentato l'uso di una piccola fotocamera a 35 mm che poteva essere tenuta ferma abbastanza a lungo per il tempo di esposizione. Questo metodo ha prodotto immagini esteticamente belle che raramente erano state viste in precedenza sui quotidiani. Quando altri fotografi hanno imitato la tecnica di Warman, la fotocamera a 35 mm ha sostituito, nel fotogiornalismo, l'ingombrante Speed Graphic.
Avendo apprezzato il talento di Warman nella ritrattistica, il New York Herald Tribune gli ha chiesto di fotografare tutti gli oratori al loro Forum annuale al Waldorf Astoria di New York. I suoi soggetti includevano: Winston Churchill, David Ben Gurion, Dwight Eisenhower, Lyndon Johnson, Édith Piaf, Nelson Rockefeller, John F. Kennedy, Marian Anderson, Carl Sandburg, Robert Frost, William Faulkner, James Baldwin, Charles Atlas, Ernest Hemingway, Douglas MacArthur, Bertrand Russell, John Steinbeck, Ingrid Bergman e John Hay Whitney, l'ex ambasciatore nel Regno Unito, la cui sorella Joan Whitney Payson che un tempo era proprietaria del New York Mets, era stanco di avere una perdita annuale di milioni di dollari. I ritratti realizzati da Warman sono stati molto lodati dalla critica fotografica.
L'occhio di Warman per la composizione è esemplificata da una foto scattata alla banda che marciava alla Fiera dell'Esposizione universale di New York del 1964–1965. La fotografia crea uno schema estetico di cerchi da una fila di tube riflesse nell'enorme globo della Fiera posto nello sfondo. Come molte delle immagini di Warman, questa fotografia è stata pubblicata in diverse pubblicazioni..
Nel mese di ottobre 1960 Warman ha scattato alcune belle foto di Audrey Hepburn sul set di Colazione da Tiffany.
Negli anni sessanta del Novecento ha scattato molte serie di fotografie ai The Beatles (per esempio al debutto a The Ed Sullivan Show il 9 febbraio 1964) e a The Rolling Stones (per esempio alla conferenza stampa del 27 novembre 1969 al Rainbow Room di New York) nel tour in America.
Nel 1973 Warman ha fornito le fotografie di musicisti con i loro strumenti per un libro intitolato A Rainbow of Sound: The Instruments of the Orchestra and Their Music (Un arcobaleno di suoni: Gli strumenti dell'orchestra e la loro musica) scritto dal suo migliore amico, il musicologo Herbert Kupferberg.
La sensibilità di Warman per le persone è evidente nella sua vita personale così come nelle sue fotografie. Quando vide un uomo intossicato cadere da una piattaforma della metropolitana, saltò sui binari e gli salvò la vita.
Warman era sposato con Dorothy Pioppo originaria di Philadelphia. Essi risiedevano in Forest Hills, New York fino alla morte di Warman avvenuta il 16 aprile 2010; egli ha lasciato la moglie e il figlio Ritchard che è custode delle sue opere fotografiche.

## Premi e critica
Nel 1959 ha vinto il concorso della New York Press Photographers Association ed è stato insignito del primo premio di fotoreporter alla Society of Silurians. Il "Karsh of Queens", come era chiamato, aveva fatto avvincenti fotografie di leader mondiali e artisti, ma se gli chiedevi quale era la sua foto favorita in bianco e nero: "È quella che ho scattato a mio figlio Ritchie di tre anni subito dopo che aveva subito una doppia operazione di ernia all'ospedale Mount Sinai ... L'illuminazione nella sua stanza d'ospedale era eccezionale in quel giorno terribile".
Nel suo grande libro sul New York Herald Tribune, lo scrittore Richard Kluger premiato con il Premio Pulitzer ha scritto che "Morris Warman è il miglior ritrattista del giornalismo quotidiano degli Stati uniti. Ciò che racconta è come è. Il suo lavoro è stato esposto nelle gallerie del Paese. Una mostra, Portrait of the Famous, è stata esposta all'ultima World's Fair in Queens, e anche se i suoi colleghi concordavano che Warman, l'uomo che era conosciuto come "No bulb" per il suo rifiuto di usare il flash con la sua 4x5 Speed Graphic per rendere più espressive la sua fotografia, era un maestro nell'arte del ritratto fotografico".
"Pochi anni fa andai con Warman alla galleria Manhattan per vedere circa due dozzine di sue foto scattate fra il 1940 e il 1960; erano storia congelata nel tempo da un maestro che era, e ancora è, un gran talento e un grande amico"; come ha ritportato il Premio Pulitzer Dennis Duggan.